# Hronská Breznica
Hronská Breznica (allemand : Bresnitz an der Gran, hongrois : Garamberzence) est un village de Slovaquie situé dans la région de Banská Bystrica.

## Histoire
La première mention écrite du village date de 1424.

## Démographie

### Évolution de la population
| Année:               | 1994. | 2004.    | 2014.   | 2024.   |
| -------------------- | ----- | -------- | ------- | ------- |
| Nombre de personnes: | 258   | 286      | 261     | 251     |
| Différence:          |       | +10,85 % | -8,74 % | -3,83 % |

| Année:               | 2023. | 2024.   |
| -------------------- | ----- | ------- |
| Nombre de personnes: | 244   | 251     |
| Différence:          |       | +2,86 % |